# TKKF Jadberg Pionier Tychy
TKKF Pionier Tychy – polska męska drużyna unihokeja, została założona w 2002 roku, należąca do wielosekcyjnego klubu rekreacyjno sportowego TKKF Pionier Tychy. W swym dorobku posiada brązowy medal Mistrzostw Polski zdobyty w sezonie 2006/2007. Drużyna ta oprócz udziału w Ekstralidze Mężczyzn organizowanej przez PZUnihokeja, bierze też udział w rozgrywkach Śląskiej Ligi Unihokeja.

## Sukcesy

### Krajowe
Ekstraliga polska w unihokeju mężczyzn
- 3. miejsce (1 x ) – 2006/07